# چقابل
چَغابَل، مرکز شهرستان رومشکان در استان لرستان است و غربی‌ترین شهر استان لرستان است. در شهر چغابل تپه باستانی وجود دارد، که مردم محلی به آن (چیا) می‌گویند که قدمت تاریخی دارد و در قدیم یک قلعه بوده است ولی در اثر زمان فرسایش یافته است. همچنین چغابل دارای مراکز گردشگری طبیعی مانند: مله کوه، سه دن و چهل گومی و.. می‌باشد.

## زبان
مردم چقابل به زبان لری گویش رومشکانی سخن می‌گویند.

## جمعیت
بر پایه سرشماری عمومی نفوس و مسکن در سال ۱۴۰۱ جمعیت این شهر ۷۸۴۰ نفر بوده است.
طبق آخرین سرشماری مرکز آمار ایران در سال ۱۴۰۳، جمعیت شهر چقابل ۸۴۰۰ نفر (در ۲۲۵۰ خانوار) بوده است.